# Eshowe
Eshowe este un oraș din provincia KwaZulu-Natal, Africa de Sud.